# 早老素
早老素（英語：Presenilin，又译为早老蛋白）是一族相關聯的多跨膜蛋白充當了一部分的γ-分泌酶（作為催化劑）膜內蛋白酶複合物。